# Gaston Dupouy
Gaston Dupouy (Marmande, 7 de agosto de 1900 — Toulouse, 22 de outubro de 1985) foi um físico francês.
Foi diretor honorário do Centre National de la Recherche Scientifique (CNRS), idealizador da Medalha de Ouro CNRS, com a qual foi agraciado, em 1957.
Foi eleito membro da Académie des Sciences, em 1950, mesmo ano em que assumir a chefia do CNRS. Em 1957 retornou para Toulouse, onde fundou o Laboratoire d'optique électronique (LOE), que se estabeleceu em 1958 no distrito de Saouzelong. Neste distrito foi construido um potente microscópio eletrônico, com 1 milhão de elétron-volt, em um prédio esférico apelidado a bola. Em 1989, o LOE foi encampado pelo Centre d'élaboration de matériaux et d'études structurales (CEMES). Gaston Dupouy trabalhou em particular Charles Fert.
Gaston Dupouy foi mantenedor da Académie des Jeux floraux, em 1972. Em 2002, uma edificação da Universidade Paul Sabatier, constrida no início da década de 1990, inicialmente denominado U1, foi batizado com seu nome.